# Isabelle de la Marche (dame de Champtocé)
Pour les articles homonymes, voir Isabelle de Lusignan.
Isabelle de la Marche ou Isabelle de Lusignan (v. 1225-14 janv. 1300) est une haute aristocrate de la noblesse poitevine, membre de la maison de Lusignan. Elle devient par mariage dame de Craon, de Champtocé et sénéchale d'Anjou et possède également des biens à Lusignan,.

## Biographie

### Famille
Isabelle est le cinquième enfant et la seconde fille d'Hugues X de Lusignan (v. 1182-1249), comte de la Marche (1219-1249) et de son épouse IsabelleTaillefer (v. 1188/92-1246), comtesse d'Angoulême (1202-1246), suo jure, et reine consort d'Angleterre par son premier mariage avec Jean sans Terre (1166-1216). 
Isabelle de la Marche a cinq frères et trois sœurs : Hugues XI le Brun (v. 1221-1250), son frère aîné, qui succède à ses parents comme seigneur de Lusignan, comte de la Marche (1249-1250) et comte d'Angoulême (1246-1250). Guillaume Ier de Valence (v. 1227-1296) et Aymar de Lusignan (1228-1260) deviennent respectivement comte de Pembroke (1247-1296) et évêque de Winchester (1250-1260) en Angleterre.
Outre-manche, Isabelle a cinq demi-frères et sœurs royaux issus du premier mariage de sa mère avec le roi Jean Sans Terre. Elle est par ce fait la sœur utérine du roi Henri III d'Angleterre (1207-1272) et du roi des Romains, Richard de Cornouailles (1209-1272),.  

#### Homonyme
Elle est souvent confondue avec sa nièce, une autre Isabelle de Lusignan (av. 1239-18 fév. ap. 1314), dame de Marcillac, Commequiers et Beauvoir ; fille aînée d'Hugues XI le Brun (v. 1221-1250) et de son épouse Yolande de Bretagne (1218-1272),,.

#### Anthroponyme
Elle porte le prénom de sa mère, Isabelle d'Angoulême, reine douairière d'Angleterre et de sa demi-sœur utérine, Isabelle d'Angleterre (1214-1241),  reine de Sicile, reine de Germanie et impératrice du Saint-Empire.

### Dame de Craon
Le 13 octobre 1245 à Paris, son époux Maurice IV de Craon prête hommage à Louis IX. Il s’agit du premier acte connu de Maurice en tant que seigneur de Craon,. De 1243 à 1250, Isabelle a enfanté à cinq reprises : trois garçons et deux filles. Durant cette période, elle apparaît dans un seul acte,.

### Dame douairière de Champtocé et sénéchale d'Anjou

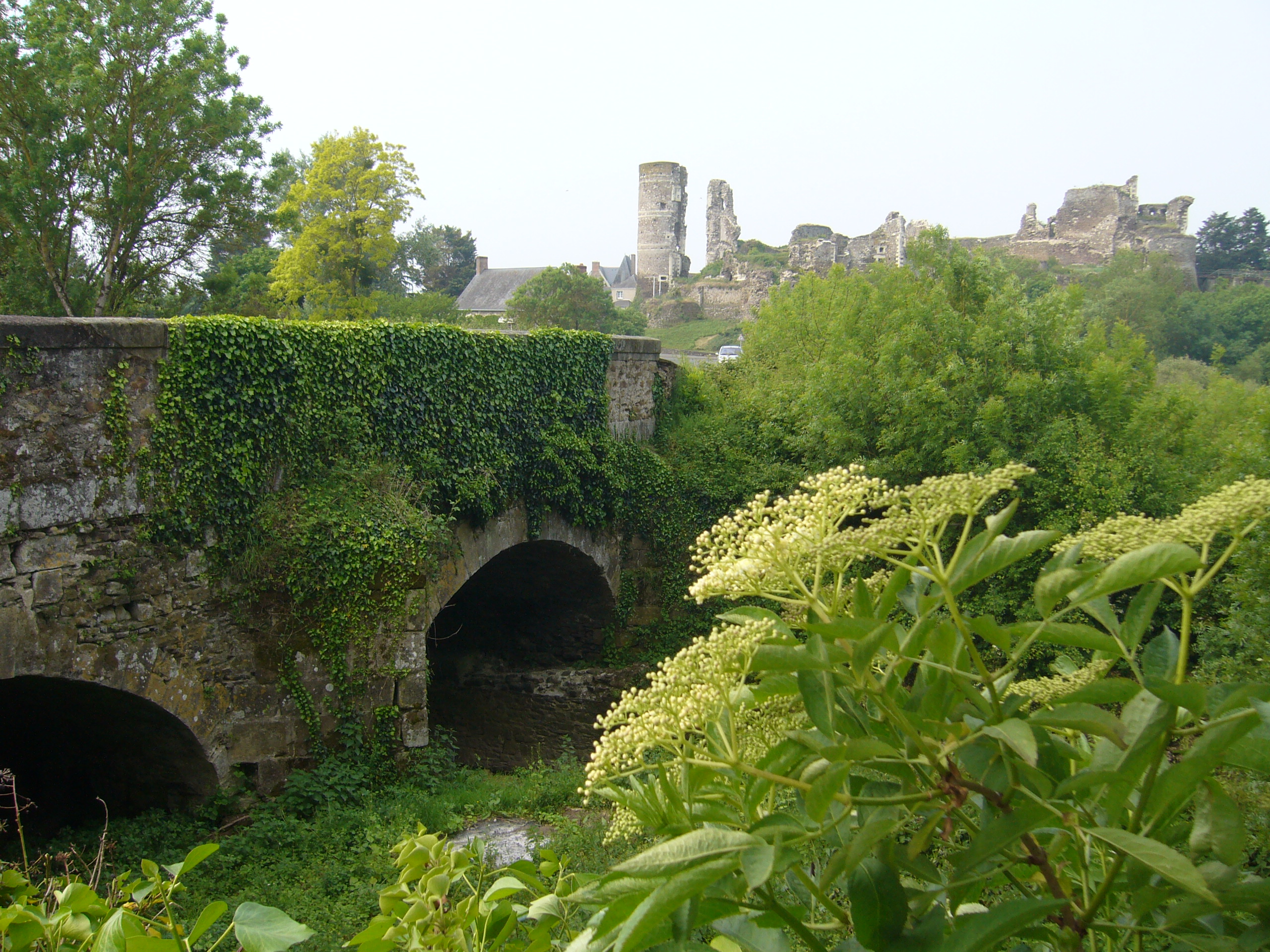
Pont sur la Romme et château de Champtocé

Au décès de son époux, à la fin du mois de mai 1250, Isabelle reçoit en douaire la châtellenie de Champtocé et devient également la gardienne de l'héritage de ses enfants. Elle succède ainsi à son mari au sénéchalat d'Anjou, héréditaire dans la famille de Craon. Cette charge ne pouvait être assumé par son fils aîné, Amaury II, qui était trop jeune.

Lettrine armoriée d'Isabelle de la Marche

Par cette charge, Isabelle de la Marche obtient en Anjou, ancien domaine des Plantagenêt, une influence importante. Cette situation inquiète la régente du royaume, Blanche de Castille. En effet, Isabelle aurait pu envisager de rallier le camp de son demi-frère Henri III d'Angleterre à une époque où le roi Louis IX est retenu captif en Égypte à la suite de la défaite de la bataille de Fariskur, lors de la septième croisade où son frère Hugues XI le Brun trouve la mort.

#### Les rentes d'HenriIIIet d'ÉdouardIer
En 1249, Henri III accorde à sa sœur utérine Isabelle, une rente viagère de 100 marcs,.
Le 17 avril 1256, Henri III lui accorde 1 000 marc pour l'aider dans un projet de remariage avec le duc Hugues IV de Bourgogne. Ce projet reste sans suite puisque Hugues IV épouse Béatrix de Champagne un an plus tard.
Vers 1285, Isabelle délègue auprès d'Édouard Ier son frère consanguin, Guy de la Marche, pour rétablir une rente autrefois octroyée par Henri III.

#### L'ordre de Sainte-Claire
En 1290, veuve depuis quarante ans de Maurice IV de Craon, Isabelle demande au Pape Nicolas IV la permission d'intégrer l'ordre de Sainte-Claire dans le diocèse de Chartres.

### Testament, décès et sépulture
Le 21 novembre 1299 Isabelle de la Marche lègue à son petit-fils, Amaury III de Craon, l'ensemble de son patrimoine. Elle décède le 14 janvier 1300 en ayant survécu à tous ses enfants. C'est sous l'habit de Clarisse qu'elle est inhumée dans la chapelle Saint-Jean Baptiste de l'église des Cordeliers d'Angers, fondée par son fils Maurice V décédé le 11 février 1293.

## Mariage et descendance
Lors du traité de Vendôme du 16 mars 1227, Isabelle est promise à Alphonse de France, frère du roi Louis IX. Cependant, le 25 mai 1227, le projet de mariage entre Alphonse de Poitiers et Isabelle est refusé par la papauté à cause de leur consanguinité au quatrième degré et Alphonse épouse Jeanne, comtesse de Toulouse en 1234.

### MauriceIVde Craon
Maurice IV de Craon (av. 1226-1250), héritier de la maison de Craon, est seigneur de Craon, Sablé et sénéchal d'Anjou,. Il est le fils d'Amaury Ier de Craon (♰ 1226) et de Jeanne des Roches (♰ 1238),. Sa sœur cadette, Isabelle de Craon, épouse de Raoul III de Fougères, est la mère de Jeanne de Fougères l'épouse d'Hugues XII de Lusignan. Maurice IV décède en mai 1250 et est enterré le 27 du même mois,.
Vers 1243, Isabelle épouse Maurice IV de Craon,.

### Postérité
Le couple a pour descendance, :
- Amaury II de Craon (1244-1270), seigneur de Craon, Sablé et sénéchal d'Anjou, épouse Yolande de Dreux (1243-1313)[45], arrière-petite fille du roi Louis VI le Gros, fille de Jean Ier, comte de Dreux, et de Marie de Bourbon-Dampierre ; sans postérité[46]. Veuve, Yolande se remarie avec Jean de Trie (♰ av. 13 juill. 1313), comte de Dammartin[47];
- Maurice V de Craon (ap. 1244/av. 1247-11 fév. 1293) succède à son frère comme seigneur de Craon, Sablé et sénéchal d'Anjou en 1270. Il épouse en décembre 1275 Mahaut de Malines (♰ 28 sept. 1306), fille de Gauthier de la maison Berthout et de Marie d'Auvergne, avec laquelle il a quatre enfants[48],[49] : 
  - Marie de Craon (v. 1280-21 août 1322), dame de Châtelais, épouse Robert Ier de Brienne, seigneur de Beaumont-le-Vicomte, en août 1299 ;
  - Amaury III de Craon (v. 1280-26 janv. 1322) épouse Isabelle dame de Sainte-Maure (♰ 15 déc. 1310), puis veuf, il se remarie en octobre 1312 avec Béatrix de Roucy  (♰ 7 nov. 1328) [50],[51] ;
  - Isabelle de Craon (v. 1285-13 juill. 1350) épouse Olivier II de Clisson avant 1300 ;
  - Jeanne de Craon (♰ 25 août 1314), sans union ni postérité.
- Olivier de Craon (♰ 24 août 1285) est nommé archevêque de Tours, le 24 mai 1285, mais décède à Rome[52] avant d’être consacré[53] ;
- Marguerite de Craon (av. 1248-ap. 16 août 1280 & av.1300), mariée en 1262 à Renaud de Pressigny[54] ;
- Jeanne de Craon (av. 1249-av. 1288), mariée après 1265 à Gérard II (v. 1245-1298), de la maison Chabot[55],[56], seigneur de Retz. Ils ont :
  - Isabelle Chabot (1269-1289) mariée en juin 1284 à Olivier II de Machecoul (1273-mars 1310)[57].

## Sceau et armoiries

### Sceau [1250]
Avers : Navette, 68 × 42 mm,,.
Description : Dame debout, vue de face, la tête de trois quarts, en robe avec un long manteau, une coiffure carrée et tenant au poing gauche un oiseau ; la main droite est ramenée sur la poitrine.
Légende : ✠ S' YSABELLIS ⠅DNE ⠅CREDON... NESCALL • ANDEGACIE
Légende transcrite : Sigillum Ysabellis, domine Credonii, senescalle Andegacie
Contre-sceau : Rond, 30 mm,,.
Description : Écu burelé de dix-huit pièces.
Légende : ✠ CONTRA ⠅S' • DNE ⠅DE CREDONIO ⠅
Légende transcrite : Contrasigillum domine de Credonio

### Armoiries [1250]
| Blason | Blasonnement : Écu burelé d'argent et d'azur de dix-huit pièces Commentaires : Blason d'Isabelle de la Marche, dame de Craon, sénéchale d'Anjou, d'après l'empreinte d'un contre-sceau de 1250. |

Références,,

### Armoiries [ap. 1299]
| Blason | Blasonnement : Écu mi-parti losangé d'or et de gueules et d'un burelé d'argent et d'azur de treize pièces Commentaires : Blason d'Isabelle de la Marche, d'après le vitrail armorié de la chapelle Saint-Jean-Baptiste des Cordeliers d'Angers (ap. 1299). |

Références,,,
| Blason | Blasonnement : Écu en losange écartelé au 1 et 4 losangé d'or et de gueules (Craon), et au 2 et 4 d'un burelé d'argent et d'azur de onze pièces Commentaires : Blason d'Isabelle de la Marche, d'après la voute armoriée de la chapelle Saint-Jean-Baptiste des Cordeliers d'Angers (ap. 1299). |

Références,,,

## Sources et bibliographie

### Sources sigillographiques
- SIGILLA : base numérique des sceaux conservés en France, « Isabelle de Craon  », sur sigilla.irht.cnrs.fr. [lire en ligne]